# Drepanosticta drusilla
Drepanosticta drusilla – gatunek ważki z rodziny Platystictidae.